# 第24回全国中等学校優勝野球大会
第24回全国中等学校優勝野球大会（だい24かいぜんこくちゅうとうがっこうゆうしょうやきゅうたいかい）は、1938年（昭和13年）8月13日から8月21日まで兵庫県武庫郡鳴尾村（現在の西宮市）の甲子園球場で実施された全国中等学校優勝野球大会である。

## 概要
開会式の8月13日は第二次上海事変1周年であり、甲子園球場内は「堅忍持久」「心身鍛錬」等の文字が踊り、愛国行進曲を歌い、進軍ラッパで大会開始となるなど戦時一色であった。選手宣誓では「我々は武士道の精神に則り正々堂々と試合せんことを期す」の一句一句が整列する全選手によって唱和された。
決勝は2年前と同一カードとなり、平安が初の逆転サヨナラで優勝した。

## 代表校
| 地方大会 | 代表校   | 出場回数      |
| -------- | -------- | ------------- |
| 北海道   | 北海中   | 4年連続13回目 |
| 奥羽     | 青森師範 | 11年ぶり2回目 |
| 東北     | 山形中   | 3年連続3回目  |
| 北関東   | 高崎商   | 2年連続3回目  |
| 東京     | 日大三中 | 初出場        |
| 南関東   | 浅野中   | 2年連続2回目  |
| 信越     | 松本商   | 5年ぶり7回目  |
| 北陸     | 敦賀商   | 4年ぶり10回目 |
| 山静     | 掛川中   | 初出場        |
| 東海     | 岐阜商   | 2年ぶり2回目  |
| 京津     | 平安中   | 4年連続10回目 |

| 地方大会 | 代表校   | 出場回数      |
| -------- | -------- | ------------- |
| 紀和     | 海草中   | 2年連続4回目  |
| 大阪     | 京阪商   | 2年ぶり2回目  |
| 兵庫     | 甲陽中   | 8年ぶり4回目  |
| 山陰     | 鳥取一中 | 2年ぶり14回目 |
| 山陽     | 下関商   | 初出場        |
| 四国     | 坂出商   | 初出場        |
| 北九州   | 福岡工   | 2年連続2回目  |
| 南九州   | 大分商   | 3年ぶり4回目  |
| 朝鮮     | 仁川商   | 2年ぶり2回目  |
| 満洲     | 天津商   | 初出場        |
| 台湾     | 台北一中 | 8年ぶり4回目  |

## 試合結果

### 1回戦
- 高崎商 3 - 1 北海中
- 下関商 7 - 1 日大三中
- 大分商 4 - 0 台北一中（大分商・浦野隆夫がノーヒットノーラン）
- 仁川商 3 - 2 天津商
- 坂出商 2 - 0 掛川中
- 平安中 6x - 5 海草中

### 2回戦
- 甲陽中 10 - 0 山形中
- 岐阜商 5 - 0 松本商
- 京阪商 2 - 1 福岡工
- 鳥取一中 3 - 0 青森師範
- 浅野中 5 - 3 敦賀商
- 高崎商 5 - 0 坂出商
- 下関商 6 - 1 仁川商
- 平安中 4 - 0 大分商

### 準々決勝
- 高崎商 11 - 4 京阪商
- 平安中 1 - 0 浅野中
- 岐阜商 5 - 0 下関商
- 甲陽中 3 - 0 鳥取一中

### 準決勝
- 平安中 7 - 2 高崎商
- （岐阜商 1 - 0 甲陽中）（1回裏終了・降雨ノーゲーム）
- 岐阜商 3 - 1 甲陽中

### 決勝
|        | 1 | 2 | 3 | 4 | 5 | 6 | 7 | 8 | 9  | R | H | E |
| ------ | - | - | - | - | - | - | - | - | -- | - | - | - |
| 岐阜商 | 0 | 0 | 0 | 0 | 0 | 0 | 0 | 0 | 1  | 1 | 3 | 0 |
| 平安中 | 0 | 0 | 0 | 0 | 0 | 0 | 0 | 0 | 2x | 2 | 9 | 2 |

1. （岐）：大島 - 加藤三
2. （平）：天川 - 上村
3. 審判
［球審］伊丹
［塁審］三谷・藤田・伊達

| 岐阜商 | 岐阜商 | 岐阜商   |
| 打順   | 守備   | 選手     |
| ------ | ------ | -------- |
| 1      | [中]   | 田中義晴 |
| 2      | [遊]   | 近藤清   |
| 3      | [左]   | 野村清   |
| 4      | [捕]   | 加藤三郎 |
| 5      | [右]   | 西松定一 |
| 6      | [一]   | 森田定雄 |
| 7      | [三]   | 加藤義男 |
| 8      | [投]   | 大島信雄 |
| 9      | [二]   | 森武雄   |

| 平安中 | 平安中 | 平安中     |
| 打順   | 守備   | 選手       |
| ------ | ------ | ---------- |
| 1      | [一]   | 保井浩一   |
| 2      | [左]   | 須山誠一   |
| 3      | [遊]   | 木村進一   |
| 4      | [三]   | 雁瀬治貞   |
| 5      | [右]   | 廣瀬清文   |
| 6      | [捕]   | 上村正夫   |
| 7      | [投]   | 天川清三郎 |
| 8      | [中]   | 木村實     |
| 9      | [二]   | 古家武夫   |

## その他の主な出場選手
- 坂本茂（日大三中）
- 山本次郎（浅野中）
- 石原光男（浅野中）
- 平林栄治（松本商）
- 吉水幸夫（松本商）
- 手塚明治（松本商）
- 増山桂一郎（敦賀商）
- 天野正（掛川中）
- 村松幸雄（掛川中）
- 山崎諭（掛川中）
- 国枝利通（岐阜商）
- 竹村正泰（平安中）
- 嶋清一（海草中）
- 真田重蔵（海草中）
- 田中雅治（海草中）

- 古角俊郎（海草中）
- 深尾文彦（京阪商）
- 宮口美吉（京阪商）
- 加地健三郎（京阪商）
- 別当薫（甲陽中）
- 芳村嵓夫（甲陽中）
- 小前博文（甲陽中）
- 長富政武（下関商）
- 大橋智干（下関商）
- 香川正（坂出商）
- 森田明義（坂出商）
- 大崎憲司（福岡工）
- 上野義秋（福岡工）
- 伴勇資（福岡工）
- 森国五郎（大分商）